# Émetteur de Lambersart
L'émetteur de Lille - Lambersart est un  mât de radio[précision nécessaire] et de télévision se trouvant sur la commune de Lambersart (59130).
L’émetteur, moins puissant que celui de Bouvigny-Boyeffles, est celui qui permet aux habitants de la communauté urbaine de Lille et à quelques zones périphériques de recevoir la TNT depuis le 31 mars 2005. Il fut le premier émetteur de la région Nord-Pas-de-Calais à pouvoir bénéficier de la TNT.
C'est de là qu'était émis Grand Lille TV, jusqu'à l'arrêt de l'analogique et du numérique au 1er février 2011.
Depuis deux ans, cette antenne sert également de relais aux quatre plus gros opérateurs de téléphonie mobile : SFR, Bouygues, Free et Orange.

## Caractéristiques techniques
- Site d'émission : TDF, Rue Gambetta, 59130 Lambersart
- Altitude du site : 19m
- Hauteur de l'antenne : 94m

## Télévision analogique
Ces 2 chaînes ont émis sur Lille en analogique jusqu'au 1er février 2011. L'extinction des 2 émetteurs était initialement prévu le 7 décembre 2010.
| Chaîne                                        | Canal | Puissance (PAR) |
| --------------------------------------------- | ----- | --------------- |
| France 5 (de 3 h à 19 h) Arte (de 19 h à 3 h) | 65H   | 6 kW            |
| M6                                            | 53H   | 6 kW            |

## Téléphonie mobileet autres transmissions[3]
| Opérateur        | 2G  | 3G  | 4G  | FH  |
| ---------------- | --- | --- | --- | --- |
| Orange           | Oui | Oui | Oui | Non |
| SFR              | Oui | Oui | Oui | Oui |
| Bouygues Telecom | Oui | Oui | Oui | Oui |
| Free             | Non | Oui | Oui | Oui |

- IFW (opérateur WiMAX) : BLR de 3 GHz
- TDF : Faisceau hertzien